# Gare de Tsukumi
La gare de Tsukumi (津久見駅, Tsukumi-eki) est une gare ferroviaire de la ville de Tsukumi, dans la préfecture d'Ōita au Japon. Elle est gérée par la compagnie JR Kyushu.

## Situation ferroviaire
La gare est située au point kilométrique (PK) 178,9 de la ligne principale Nippō.

## Histoire
La gare a été inaugurée le 25 octobre 1916.

## Service des voyageurs

### Accueil
La gare dispose d'un bâtiment voyageurs, avec guichets, ouvert tous les jours.

### Desserte
- Ligne principale Nippō :
  - voie 1 : direction Saiki, Nobeoka et Miyazaki
  - voie 2 : direction Ōita, Beppu et Kokura